# Musketzaad

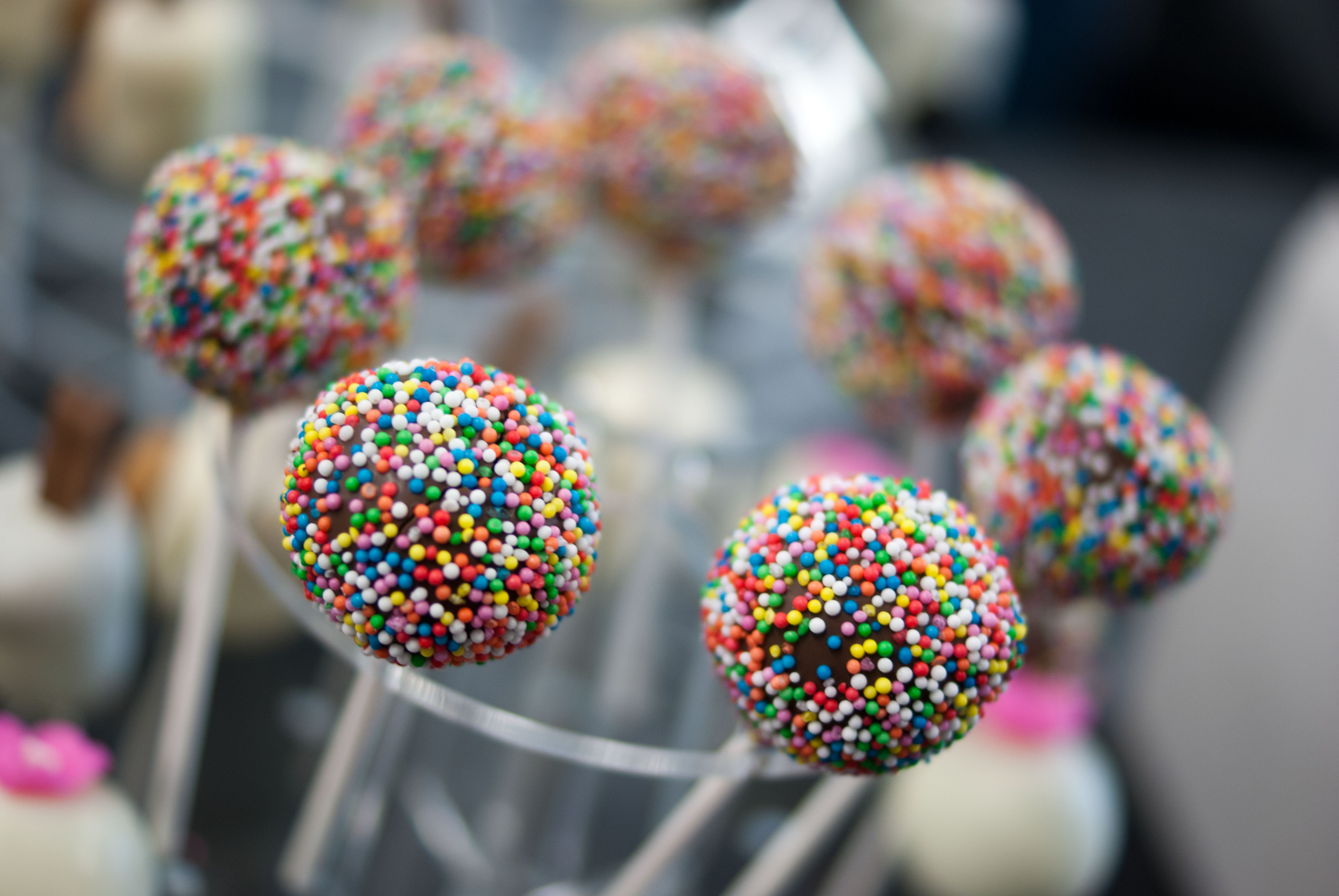
Cakepops versierd met musketzaad

Musketzaad of musket is suikergoed dat voor garnering van bijvoorbeeld chocoladeflikken of softijs wordt gebruikt en bestaat uit kleine, harde balletjes suiker.
Andere benamingen zijn discodip, discobolletjes, discospikkels, suikerpareltjes, suikermuisjes en kraaltjes.
Musket wordt in verschillende kleuren gemaakt. Voor liefhebbers van chocolade vormt de combinatie van de in de mond smeltende chocola met de harde kleine korreltjes een bijzonder genoegen.
Vooral met kerst wordt musket veel gebruikt. Chocolade kerstkransjes worden ermee bedekt, vaak in één kleur, bijvoorbeeld de met kerst traditioneel vaak gebruikte kleuren rood, groen en wit. Er zijn ook speciale kerstmengsels verkrijgbaar.
Andere kleurencombinaties zijn roze/wit en blauw/wit, voor chocolaatjes die bij een geboorte worden gegeten als variant op de in Nederland traditionele beschuit met muisjes. Voor andere gelegenheden, zoals Koningsdag, zijn chocolaatjes met oranje musketkorrels te koop. Met pasen gebruikt men veelal een gele variant.
De ingrediënten van een bepaald type musket zijn suiker, tarwezetmeel, glucose, glansmiddel E901, kleurstof E101, E131 (zie eventueel ook de lijst van E-nummers).